# Стою Стоев (контраадмирал)
 Тази статия е за контраадмирала Стою Стоев.  За генерал-лейтенант вижте Стою Стоев.  
Стою Савов Стоев е български офицер, контраадмирал.

## Биография
Роден е 24 юни 1924 г. През 1944 г. завършва Висшето военноморско училище във Варна. Дълги години е заместник-началник на управление „Кадри“ в Министерството на отбраната. Излиза в запаса през 1990 г. Умира на 29 май 2014 г. Награждаван е с орден „9 септември 1944 г.“ I ст. с мечове за 50-тата му годишнина.